# Zsuzsa Nagy
Zsuzsanna „Zsuzsa“ Nagy (* 14. November 1951 in Budapest) ist eine ehemalige ungarische Turnerin.

## Erfolge
Zsuzsa Nagy war Mitglied der ungarischen Turnmannschaft bei den Olympischen Sommerspielen 1972 in München, zu der außer Nagy noch Ilona Békési, Mónika Császár, Márta Kelemen, Anikó Kéry und Krisztina Medveczky gehörten. In den Einzeldisziplinen belegte sie am Stufenbarren Rang 39, am Sprung Rang 37 und am Schwebebalken Rang 34, während sie am Boden nicht über Rang 62 hinaus kam. Den Einzelmehrkampf beendete sie auf dem 41. Platz, womit sie in sämtlichen Einzeldisziplinen das schlechteste Resultat aller sechs ungarischen Turnerinnen erzielte. Aus der Kombination aller Ergebnisse des Einzelmehrkampfes ergab sich für die ungarische Riege im Mannschaftsmehrkampf eine Gesamtpunktzahl von 368,25 Punkten, die zum dritten Platz ausreichten. Nagy gewann zusammen mit Ilona Békési, Mónika Császár, Márta Kelemen, Anikó Kéry und Krisztina Medveczky die Bronzemedaille hinter den Mannschaften der Sowjetunion, der mit 380,50 Punkten der Olympiasieg gelang, und der DDR, deren Turnerinnen den Wettkampf mit einer Punktzahl von 376,55 abschlossen.
Zwei Jahre darauf wurde sie bei den Weltmeisterschaften in Warna im Mannschaftsmehrkampf ebenfalls Dritte, erneut hinter der Sowjetunion und der DDR.